# قلعه بیچو ماتسویاما

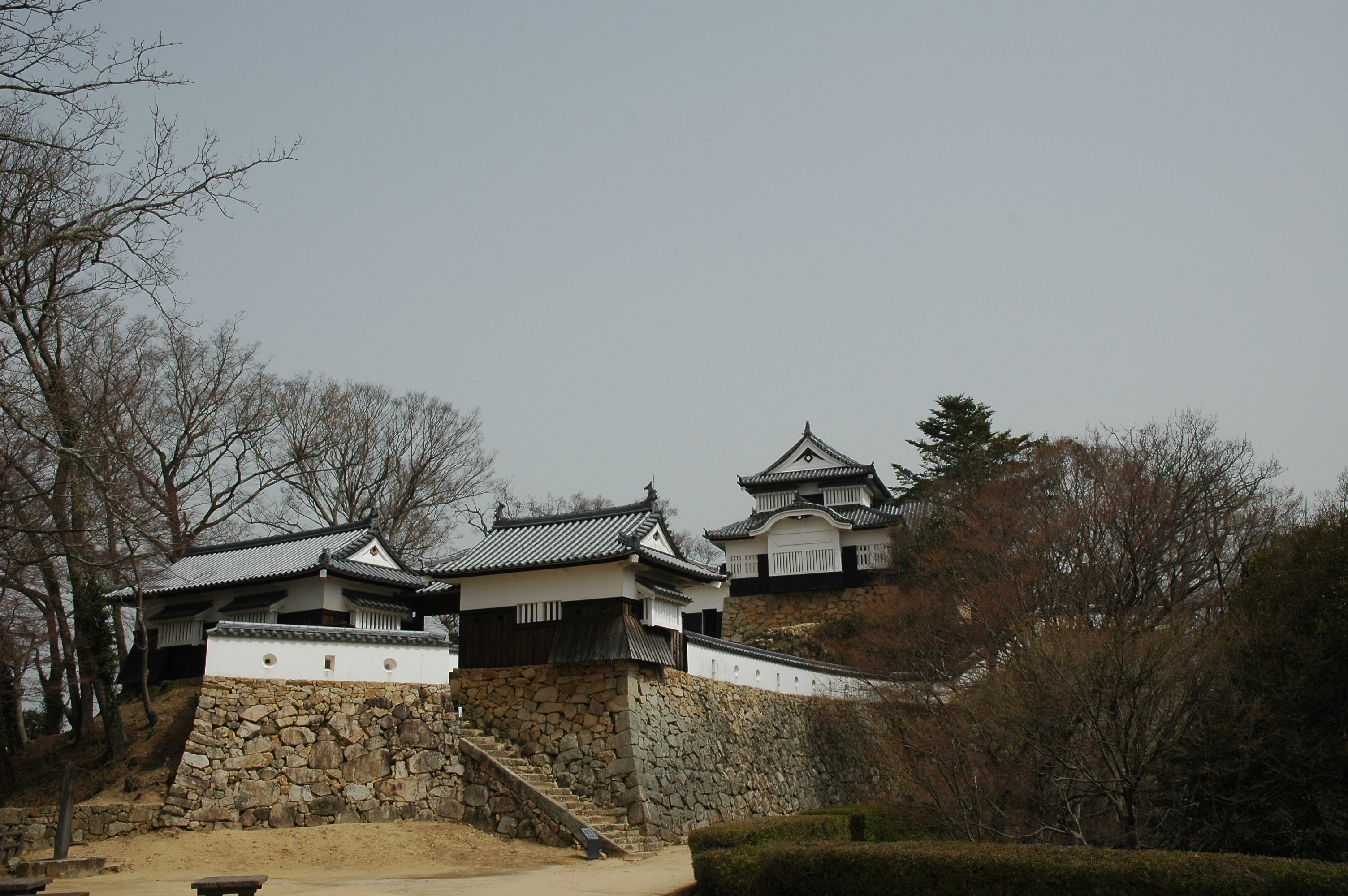

قلعه بیچو ماتسویاما (به ژاپنی: 備中松山城, Bitchū Matsuyama-jō Castle)، قلعه تاکاهاشی یک قلعه ژاپنی در تاکاهاشی، اوکایاما در استان اوکایاما در ژاپن است.
هنگامی که میمورا موتوچیکا به ارباب فئودالی منطقه تبدیل شد، قلعه ماتسویاما دوباره بزرگ شد و سایت آن برای پوشاندن کل کوه گسترش یافت. با کمک خاندان موری، میمورا موتوچیکا کل ولایت بیچو را فتح کرد و از آن در برابر خاندان آماگو دفاع کرد. موتوچیکا بعداً با اودا نوبوناگا وارد ارتباطات پنهانی شد و هنگامیکه خاندان موری از این موضوع آگاه شد، آنها قلعه را از وی گرفتند و خود وی در فرار درگذشت.